# Gennadi Markowitsch Chenkin

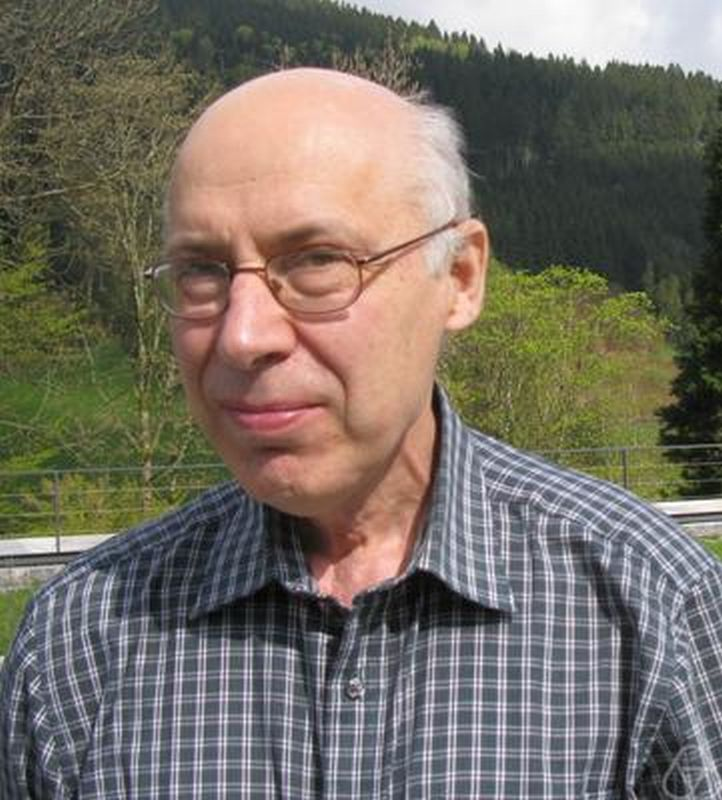
Gennadi Chenkin (Henkin)

Gennadi Markowitsch Chenkin, russisch Геннадий Маркович Хенкин, englische Transkription Gennadi Henkin, auch Khenkin transkribiert, (* 26. Oktober 1942 in Moskau; † 19. Januar 2016 in Paris) war ein russischer Mathematiker und mathematischer Ökonom.

## Leben
Chenkin studierte an der Lomonossow-Universität, an der er 1967 promoviert wurde und 1973 habilitiert wurde (russischer Doktortitel). Ab 1973 war er leitender Wissenschaftler am zentralen Institut für Wirtschaftsmathematik der Russischen Akademie der Wissenschaften. Ab 1991 war er Professor an der Universität Paris VI (Pierre et Marie Curie). 
Er veröffentlichte über komplexe Analysis (insbesondere Integraldarstellungen in mehreren komplexen Variablen), Funktionalanalysis, mathematische Wirtschaftswissenschaften, Evolutionsgleichungen, Integralgeometrie und inverse Probleme (unter anderem mit Anwendung in der Seismologie).
1983 war er Invited Speaker auf dem Internationalen Mathematikerkongress in Warschau (Tangent Cauchy-Riemann equations and the Yang-Mills, Higgs and Dirac fields). 1992 erhielt er den Kondratjew-Preis in mathematischer Ökonomie der Russischen Akademie der Wissenschaften für Arbeiten über Schumpeter-Dynamik und nichtlineare Wellentheorie. 2011 erhielt er den Stefan Bergman Prize für fundamentale Beiträge zur Theorie von Funktionen auf komplexen Mannigfaltigkeiten, Integraldarstellungen in mehreren komplexen Variablen und die multidimensionalen Cauchy-Riemann-Gleichungen (Laudatio).

## Schriften
- mit J. Leiterer: Andreotti-Grauert theory by integral formulas, Akademie Verlag 1988, Birkhäuser 1988
- The Abel-Radon transform and several complex variables, in: Annals of Mathematics Studies N 137, Princeton University Press 1995, S. 223–275
- mit S. G. Gindikin:  The Penrose transform and complex integral geometry, Itogi Nauki i Tekhniki. Ser. Sovrem. Probl. Mat., Band 17, 1981, S. 57–111
- mit R. A. Airapetyan: Integral representations of differential forms on Cauchy–Riemann manifolds and the theory of CR-functions, Uspekhi Mat. Nauk, Band 39, 1984, S. 39–106
- mit E. M. Chirka: Boundary properties of holomorphic functions of several complex variables, Itogi Nauki i Tekhniki. Ser. Sovrem. Probl. Mat., Band 4, 1975,  S. 13–142
- mit B. S. Mityagin:  Linear problems of complex analysis, Uspekhi Mat. Nauka, Band 26, 1971, S. 93–152
- mit A. G. Vitushkin: Linear superpositions of functions, Uspekhi Mat. Nauka (Russ. Math. Surveys), Band 22, 1967, S. 77–124
- Method of integral representations in complex analysis, in: Encyclopaedia of Mathematical Sciences, Band 7, Several Complex Variables I, Moscow, VINITI, 1985, S. 23–124, Springer, 1990, S. 19–116.